# Cornélia Supera
Cornélia Supera foi uma imperatriz-consorte romana, esposa do imperador Emiliano que reinou brevemente em 253. Nada se sabe sobre além do que se pode inferir pelas evidências numismáticas. Seu nome completo nas moedas é C[AIA] CORNEL[IA] SVPERA AVG[VSTA] ou, alternativamente, CORNEL[IA] SVPERA AVG[VSTA] ou COR[NELIA] SVPERA AV[GVSTA]. Mas mesmo as suas moedas são extremamente raras.